# Lithostege apicata
Lithostege apicata är en fjärilsart som beskrevs av Louis Beethoven Prout 1938. Lithostege apicata ingår i släktet Lithostege och familjen mätare. Inga underarter finns listade i Catalogue of Life.